# Кабальеро, Хосе Луис
Хосе Луис Кабальеро Флорес (21 июня 1955 — 14 января 2021) — мексиканский футболист, который в основном играл на позиции полузащитника.

## Биография
Кабальеро начал заниматься футболом в юниорском составе столичного клуба «Крус Асуль» и первоначально подавал большие перспективы, благодаря чему он попал в сборную Мексики на летние Олимпийские игры 1976 года. Он сыграл во всех трёх матчах группового этапа, однако Мексика не вышла в плей-офф. Годом ранее он также играл в футбольном турнире на Панамериканских играх 1975 года, он сыграл во всех шести матчах Мексике и забил столько же голов. Мексика выиграла турнир, поделив «золото» с Бразилией, финал завершился вничью 1:1, победителя не выявляли.
В сезоне 1976/77 он подписал профессиональный контракт со своим клубом «Крус Асуль» и в своём первом сезоне в высшем дивизионе провёл 35 матчей, в которых забил один гол. Он также сыграл в трёх матчах за сборную Мексики. Уже во втором сезоне (1977/78) он сыграл всего 14 матчей за «Крус Асуль», но, по крайней мере, забил ещё один гол.
Перед началом сезона 1978/79 он перешёл в «Гвадалахару» и провёл в своём первом сезоне в новом клубе 30 матчей, в которых забил два гола.
Но с этого момента его карьера пошла на спад. В следующие три года в клубе он сыграл лишь один матч в первом дивизионе (в сезоне 1980/81) и в основном играл только за фарм-клуб «Тапатио».
Его последним клубом был «Анхелес де Пуэбла», за который он провёл четыре матча в высшем дивизионе (без голов) в сезоне 1986/87.